# Psychotria philacra
Psychotria philacra är en måreväxtart som beskrevs av John Duncan Dwyer. Psychotria philacra ingår i släktet Psychotria och familjen måreväxter. Inga underarter finns listade i Catalogue of Life.